# Chananel ben Chushiel
Chananel ben Chusiel (hebreu: חננאל בן חושיאל‎) va ser un rabí i talmudista del segle xi. Chananel va ser el director de l'acadèmia rabínica de Kairuan, situada a Tunísia. Chananiel va ser un dels darrers savis de l'època dels Gueonim. Era conegut pel seu comentari del Talmud babilònic. Chananel era sovint anomenat Rabeinu Chananel, en català ‘el nostre rabí Chananel’ (hebreu: רבנו חננאל‎).

## Biografia
El rabí Chananel va néixer en 990 a Kairuan, a l'actual Tunísia. El rabí Chananel va estudiar amb el seu pare, Chushiel, el director de la ieixivà de Kairuan, i va mantenir correspondència amb el rabí Hai Gaon. Estava associat amb el rabí Nissim ben Jacob en el càrrec de rabí i director de la ieixivà de Kairuan. El seu estudiant més famós va ser el rabí Isaac Alfassi. El rabí Chananel va prosperar amb els seus negocis i era molt un home molt ric. Quan va morir l'any 1053, el rabí Chusiel tenia nou filles.

## Obres literàries
El rabí Chananel va escriure el primer comentari complet del Talmud, actualment aquest comentari està inclòs en l'edició del Talmud de Vílnius, en certs tractats. El comentari solament tracta sobre els ordres de Moed, Naixim, i Nezikín, en els afers més rellevants en la pràctica diària del judaisme, quan va ser escrit el comentari, algunes seccions d'aquest comentari s'han perdut. Alguns fragments han estat recuperats de la guenizà del Caire, i han estat publicats en l'obra: Otzar ha-Gueonim, actualment existeix una edició publicada que cobreix el tractat Berajot (Benediccions), i l'ordre Moed de la Mixnà i el Talmud de Babilònia. Aquesta edició inclou l'obra Séfer ha-Mafteach, del rabí Nissim Gaon. El comentari presenta un resum dels principals arguments existents a la Guemarà, ometent la major part de les llegendes i l'Hagadà, la part del Talmud i la Mixnà no relacionada amb la Halacà, la Llei jueva. Una característica del comentari és la presentació de passatges paral·lels extrets del Talmud de Jerusalem. El seu, és un dels comentaris més esmentats per tots els savis Rixonim, incloent a Raixí, als Tosafistes, i al rabí Isaac Alfassi, (el Rif). La seva opinió és altament valorada en els afers relacionats amb la Halacà, i les versions corregides dels seus textos van ser usades com a fonts per Maimònides, (el Rambam), i per moltes altres autoritats rabíniques. En els llocs en els quals no hi ha el seu comentari, la seva opinió és coneguda per altres fonts, i pels comentaris dels savis Rixonim. El rabí Chananel va ser l'autor d'un comentari sobre la Torà, citat per molts comentaristes bíblics posteriors, principalment per Bahya ben Asher. Aquest comentari va ser escrit per polemitzar contra els jueus caraites. No hi ha actualment cap còpia completa d'aquesta obra, encara que existeixen alguns fragments. L'obra ha estat publicada en hebreu per Mossad HaRav Kook, com a part d'una edició de la Torà amb comentaris de grans rabins. Les altres obres del rabí Chananel inclouen una col·lecció de responsa rabínica, així com l'obra Séfer ha-Mikzot, decisions sobre la llei ritual, les dues obres han estat esmentades pels savis rixonim.